# Marzieh Hashemi
Melanie Franklin, née le 21 décembre 1959, dans une famille protestante afro-américaine, est une personnalité de la télévision américaine. Influencée par l'islam et après son mariage avec un iranien, elle se convertit et prend le nom de Marzieh Hashemi, en persan : مرضیه هاشمی. Lors de la révolution iranienne, elle s'intéresse aux manifestations étudiantes dans le pays, elle se rapproche des étudiants iraniens aux États-Unis qui lui font connaître les idées de Rouhollah Khomeini.

## Biographie
Hashemi, est née Melanie Franklin, à La Nouvelle-Orléans aux États-Unis, dans une famille chrétienne. Elle se convertit à l'Islam alors qu'elle est étudiante.
Lors de sa conversion, sa mère la met en garde, lui annonçant que si elle décide de porter le hidjab, elle ne pourra jamais devenir présentatrice de télévision aux États-Unis. Elle lui répond qu'elle n'a pas peur d’accepter ses devoirs liés à la religion.
En 2008, elle part s'installer en Iran avec son époux et commence à travailler pour Press TV.
Le 13 janvier 2019, elle est arrêtée par le Federal Bureau of Investigation ; elle est libérée dix jours plus tard. Mohammad Djavad Zarif, chef de la diplomatie iranienne, estime que cette arrestation est un « jeu politique ».
Elle change son nom en « Marzieh Hashemi » après sa conversion ; Hashemi est le nom de famille de son mari musulman et elle a choisi Marzieh, un titre de Fatimah bint Muhammad, la fille du prophète de l'islam Mahomet et de sa première femme Khadija.